# Sonia Bohosiewicz

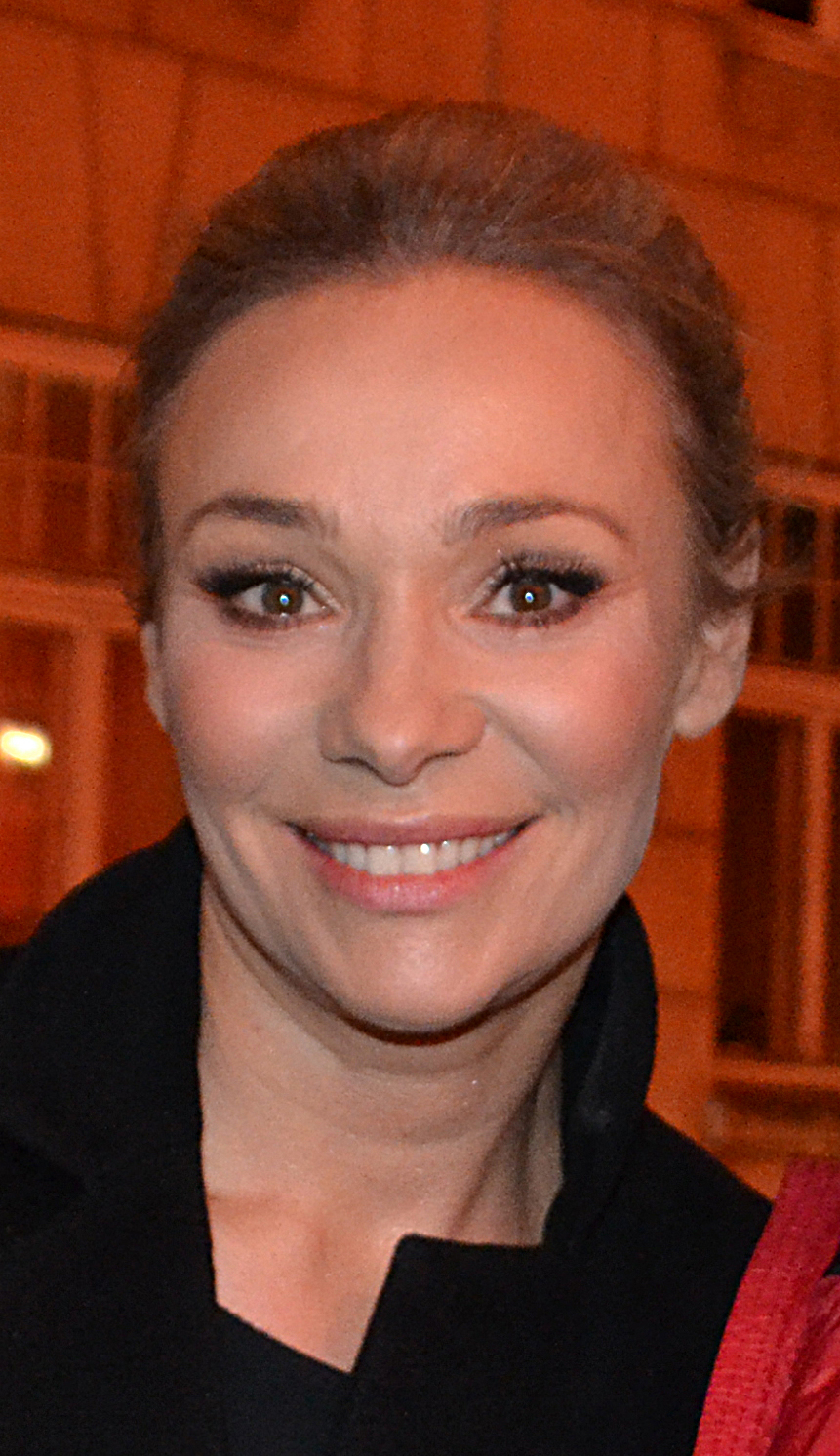
Sonia Bohosiewicz im Jahr 2020

Sonia Bohosiewicz (* 9. Dezember 1975 in Cieszyn, Polen) ist eine polnische Schauspielerin.

## Leben
Sonia Bohosiewicz wurde 1975 in Cieszyn geboren, dem polnischen Teil der polnisch-tschechischen Doppelstadt Cieszyn / Český Těšín. Sie entstammt einer armenischen Familie, die über Lemberg nach Polen kam. Sie wohnte in ihrer Kindheit und Jugend im schlesischen Żory, ging in der Stadt zur Schule und sammelte dort in Schultheaterstücken auch erste Schauspielerfahrungen. Im letzten Schuljahr besuchte sie Schauspielworkshops mit Dorota Pomykała. Sie absolvierte später in Krakau an der Ludwik-Solski-Akademie für darstellende Kunst (PWST) ihre Schauspielausbildung, im Jahr 2000 erhielt sie ihr Diplom. Sie gab bereits während ihres Studiums ihr Theaterdebüt am Krakauer Stary-Theater. Von 1998 bis 2006 spielte sie im Ensemble des Stary-Theaters, von 2005 bis 2007 am Słowacki-Theater.
Ihren ersten Fernsehfilmauftritt hatte sie 1994 in Spis cudzołożnic von Jerzy Stuhr. 2002 spielte sie in dem Film Az utolsó blues, es folgten die Filme Show von Maciej Ślesicki und Zakochany Anioł von Artur Więcek. Größere Bekanntheit erreichte sie 2007 in dem Film Rezerwat, in dem sie die Rolle der Nachbarin der Hauptfigur übernahm. Für diese Rolle wurde sie beim Polnischen Filmfestival Gdynia in der Kategorie Beste Nebendarstellerin ausgezeichnet. Beim Polnischen Filmpreis wurde sie als Entdeckung des Jahres ausgezeichnet und erhielt eine Nominierung als Beste Hauptdarstellerin. Dadurch bekam sie weitere Angebote, allerdings weiterhin in Nebenrollen, unter anderem in Jeszcze nie wieczór, Miłość na wybiegu und Wojna polsko-ruska. Für letzteren Film wurde sie beim Polnischen Filmpreis als Beste Nebendarstellerin nominiert. Ihr Schaffen umfasst mehr als 60 Produktionen für Film und Fernsehen.
Sonia Bohosiewicz war von 2009 bis 2022 mit dem Geschäftsmann Paweł Majewski verheiratet, das Paar hat zwei 2009 und 2012 geborene Söhne. Bohosiewicz’ 15 Jahre jüngere Schwester Maja ist ebenfalls Schauspielerin. Vermutlich aufgrund des Altersunterschieds gab es immer wieder Spekulationen, dass Sonia Majas Mutter sein könnte – was von den Schwestern aber als Gerücht dementiert wurde.

## Filmografie
- 1994: Spis cudzołożnic
- 2002: Az utolsó blues
- 2003: Show
- 2005: Zakochany Anioł
- 2007: Rezerwat
- 2008: Jeszcze nie wieczór
- 2009: Miłość na wybiegu
- 2009: Wojna polsko-ruska
- 2014: Bürger (Obywatel)
- 2021: Other People
- 2023: Das Flüstern der Felder (Chłopi)

## Auszeichnungen
- 2007: Polnisches Filmfestival Gdynia – Beste Nebendarstellerin (in dem Film Rezerwat)